# Garland Jeffreys
Garland Jeffreys (Brooklyn, New York, 29 juni 1943) is een Amerikaans singer-songwriter.
Jeffreys studeerde aan Syrace University in Syracuse (New York) en trad daarna op in nachtclubs in de stad New York. In 1969 vormde hij de groep Grinder's Switch. Ze namen een album op voor dat ze in 1970 uit elkaar gingen. In 1973 kwam zijn eerste soloalbum uit, Garland Jeffreys, op Atlantic Records. Rond dezelfde tijd bracht Atlantic ook een singletje uit van Jeffreys, genaamd Wild in the Streets, dat niet op zijn LP stond.
Wild in the Streets werd veel gedraaid op de radio en werd later een van zijn grootste successen. Het nummer is gecoverd door vele artiesten, zoals The Circle Jerks, Chris Spedding en British Lions.
Verder zijn Jeffreys grootste successen de albums Guts for Love, Don't Call me Buckwheat en Rock 'n' Roll Adult. Zijn grootste hits waren de nummers Matador in 1980 en Hail Hail Rock 'N' Roll in 1991. In 1992 werd er een verzamelalbum uitgebracht genaamd Matador & More. In 2003 was hij te zien in de documentaire Soul of a Man.

## Discografie
- 1969: Grinder's Switch (met de band Grinder's Switch)
- 1973: Garland Jeffreys
- 1977: Ghost Writer
- 1978: One Eyed Jack
- 1979: American Boy & Girl
- 1980: Escape Artist
- 1982: Rock 'n' Roll Adult
- 1983: Guts for Love
- 1992: Don´'t Call me Buckwheat
- 1992: Matador & More
- 1997: Wildlife Dictionary (alleen uitgebracht in Europa)
- 2007: I'm alive (verzamelalbum, alleen uitgebracht in Europa)
- 2011: The King of in between
- 2013: Truth Serum
- 2017: 14 Steps To Harlem

### NPO Radio 2 Top 2000
| Nummer met noteringen in de NPO Radio 2 Top 2000 | '99  | '00 | '01  | '02 | '03  |
| ------------------------------------------------ | ---- | --- | ---- | --- | ---- |
| Matador                                          | 1788 | -   | 1669 | -   | 1969 |

1. ↑  Een '-' betekent dat het nummer niet was genoteerd en een vetgedrukt getal geeft de hoogste notering aan.
2. ↑  Deze tabel is bijgewerkt tot en met de laatste editie (2024).

- Bibliothèque nationale de France: cb13944171q (data)
- Gemeinsame Normdatei: 134417275
- International Standard Name Identifier: 0000 0000 5519 670X
- Library of Congress Control Number: n91047117
- MusicBrainz: 6123044a-f551-4c68-8d28-64c40035172c
- Nationale Bibliotheek van Israël: 987007398529105171
- Virtual International Authority File: 205149196256774790482